# Alessandro Sperduti
Alessandro Sperduti (Róma, 1987. július 8. –) olasz színész.
11 éves kora óta több televíziós és filmes produkcióban szerepelt. 2016-ban A Mediciek hatalma című Rai televíziós sorozatban Piero de' Medicit alakította.
Ő alakította továbbá a címszereplőt a Pupi Avati 2022-es Dante című filmjében, amelynek alkalmából 2023 novemberében Magyarországra látogatott.
2025-ben ismét együtt dolgozott Avatival: ő komponálta a L'orto americano című film zenéjének Barbara című zenei tételét. Emellett szerepelt a Netflix A párduc című minisorozatának három epizódjában is, Bombello ezredes szerepében.

## Válogatott filmográfia
| Év   | Magyar cím                            | Eredeti cím                 | Szerep           | Megjegyzések                                 |
| ---- | ------------------------------------- | --------------------------- | ---------------- | -------------------------------------------- |
| 1998 | Damaszkusz kincse                     | Il tesoro di Damasco        | Paolo            | - tévéfilm - magyar hangja: - Borbíró András |
| 2002 | A gyilkosok is a mennyországba mennek | Heaven                      | Ariel            |                                              |
| 2003 | Dávid vagyok                          | I Am David                  | Carlo            |                                              |
| 2008 | Elit gimi                             | I liceali                   | Valerio          | 10 epizód                                    |
| 2010 | Ami örökre megmarad                   | Le cose che restano         | Lorenzo          | minisorozat (1 epizód)                       |
| 2011 | Árulkodó nyomok                       | R.I.S. - Delitti imperfetti | Randone unokája  | 1 epizód                                     |
| 2014 | Kinő majd a fű a harcmezőkön          | Torneranno i prati          | A hadnagy        |                                              |
| 2016 | A Mediciek hatalma                    | Medici                      | Piero de’ Medici | 8 epizód                                     |
| 2017 | A csend zenéje                        | La musica del silenzio      | Sceriffo         | magyar hangja Czető Roland                   |
| 2018 | Pál, Krisztus apostola                | Paul, Apostle of Christ     | Cassius          | magyar hangja Hamvas Dániel                  |
| 2021 |                                       | Leonardo                    | Tommaso Masini   | 6 epizód                                     |